# Zanieczyszczenie gleby
Zanieczyszczeniami gleb i gruntów są wszelkie związki chemiczne i pierwiastki promieniotwórcze, a także mikroorganizmy, które występują w glebach w zwiększonych ilościach. Pochodzą m.in. ze stałych i ciekłych odpadów przemysłowych i komunalnych, gazów i pyłów emitowanych z zakładów przemysłowych (chemicznych, petrochemicznych, cementowni, hut, elektrowni itp.), gazów wydechowych silników spalinowych oraz z substancji stosowanych w rolnictwie (nawozy sztuczne, środki ochrony roślin).
Zanieczyszczenia zmieniają gleby pod względem chemicznym, fizycznym i biologicznym. Obniżają jej urodzajność, czyli powodują zmniejszenie plonów i obniżenie ich jakości, zakłócają przebieg wegetacji roślin, niszczą walory ekologiczne i estetyczne szaty roślinnej, a także mogą powodować korozję fundamentów budynków i konstrukcji inżynierskich, np. rurociągów.
Zanieczyszczenia gleb mogą ulegać depozycji do środowiska wodnego na skutek wymywania szkodliwych substancji. Powodują tym samym zanieczyszczenie wód.